# پیر گرانیه-دفر

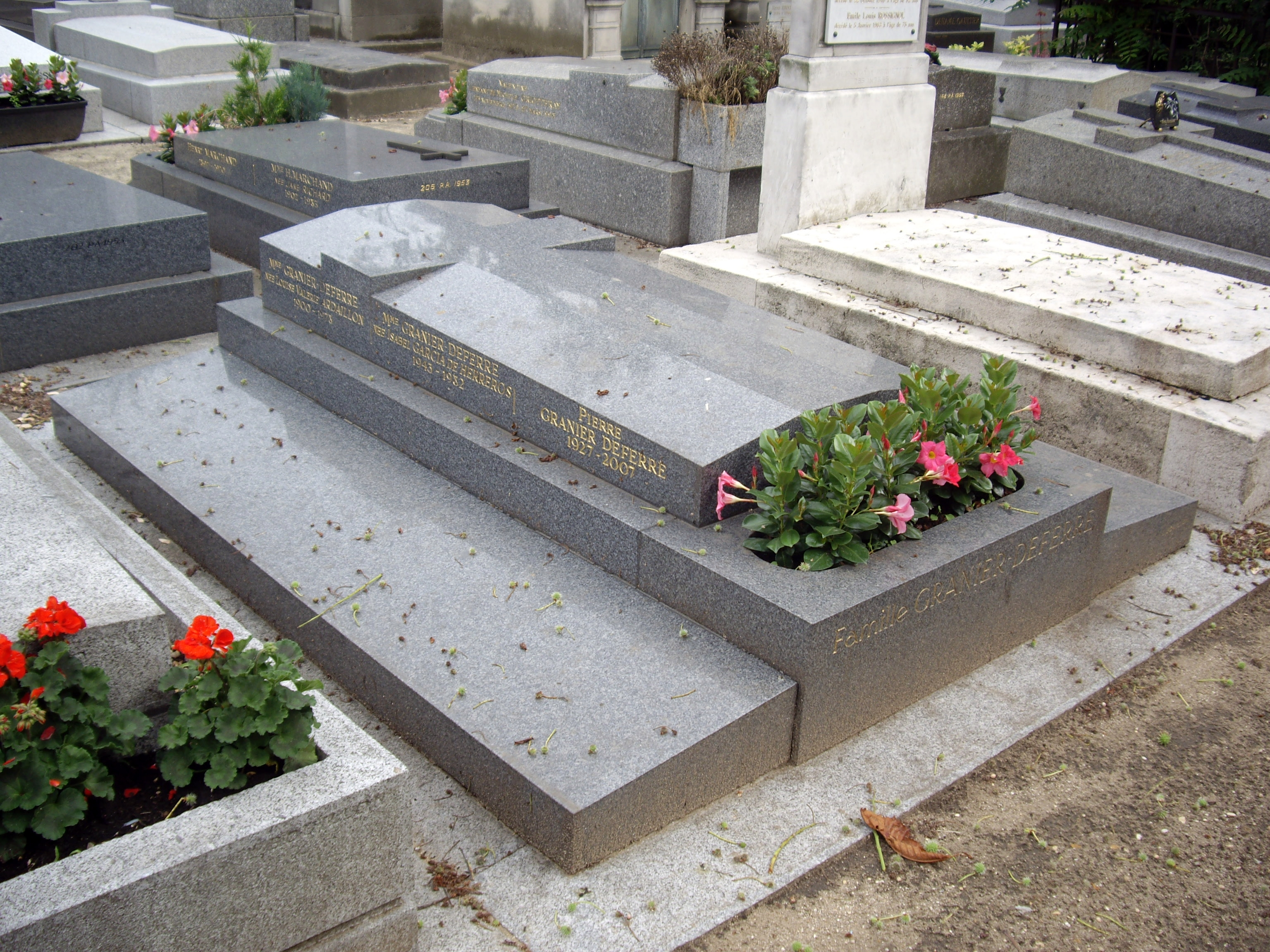
نمایی از سنگ‌مزار پیر گرانیه-دفر

پیر گرانیه-دفر (فرانسوی: Pierre Granier-Deferre‎؛ ۲۷ ژوئیهٔ ۱۹۲۷ – ۱۶ نوامبر ۲۰۰۷) کارگردان فیلم، فیلم‌نامه‌نویس، و کارگردان تلویزیونی اهل فرانسه بود.
از فیلم‌های او می‌توان به بیوه کودرک، قطار، پزشک و صدا اشاره کرد. یکی از فیلم‌های او به نام گربه برندهٔ خرس نقره‌ای برای بهترین بازیگر مرد و خرس نقره‌ای برای بهترین بازیگر زن در بیست و یکمین دورهٔ جشنواره بین‌المللی فیلم برلین شد.